# Las Magdalenas, Guanajuato
Las Magdalenas är en ort i Mexiko.   Den ligger i kommunen Guanajuato och delstaten Guanajuato, i den centrala delen av landet, 300 km nordväst om huvudstaden Mexico City. Las Magdalenas ligger 1 922 meter över havet och antalet invånare är 142.
Terrängen runt Las Magdalenas är huvudsakligen kuperad. Las Magdalenas ligger nere i en dal. Runt Las Magdalenas är det ganska tätbefolkat, med 160 invånare per kvadratkilometer. Närmaste större samhälle är Guanajuato, 15,4 km öster om Las Magdalenas. Trakten runt Las Magdalenas består i huvudsak av gräsmarker.